# Diamante (film)
Pour les articles homonymes, voir Diamante.
Pour plus de détails, voir Fiche technique et Distribution.
Diamante (Dietro la notte) est un film italien réalisé par Daniele Falleri (it) et sorti en 2021.

## Fiche technique
Sauf indication contraire, les informations mentionnées dans cette section peuvent être confirmées par la base de données cinématographiques IMDb,  présente dans la section « Liens externes ».
- Titre français : Diamante[1]
- Titre original italien : Dietro la notte[2],[3]
- Réalisation : Daniele Falleri (it)
- Scénario : Daniele Falleri (it)
- Photographie : Davide Manca
- Montage : Daniel De Rossi
- Décors : Enrico Serafini
- Musique : Vittorio Giannelli
- Costumes : Alessandro Lai
- Production : Salvatore Alongi, Riccardo Di Pasquale
- Société de production : Fenix Entertainment, Rai Cinema, avec la contribution du MiBACT
- Pays de production :  Italie
- Langue originale : italien
- Format : Couleurs - 2,35:1
- Genre : Drame, Thriller
- Durée : 90 minutes (1 h 30)
- Dates de sortie : 
  - Italie : 21 mars 2021[3] ; 12 août 2021 (télévision)
  - France : 28 octobre 2021 (VOD, DVD)

## Distribution
- Stefania Rocca : Marta Colombi
- Fortunato Cerlino : Bruno
- Roberta Giarrusso (it) : Giulia Colombi
- Elisa Visari : Elena
- Daniele Nicoli : Luca
- Sebastian Gimelli Morosini : Alfio
- Jonis Bascir (it) : Le tatoueur
- Marius Bizău (it) : Leo Morante
- Cristina Golotta (it) : Desirèe
- Barbara Begala : Vittoria
- Urbano Barberini : Vice-questeur
- Gianluca Giugliarelli : Sergio